# كريستوفر كين
كريستوفر كين (بالإنجليزية: Christopher Keene)‏ هو موزع أمريكي، ولد في 21 ديسمبر 1946 في بيركيلي في الولايات المتحدة، وتوفي في 8 أكتوبر 1995 في نيويورك في الولايات المتحدة بسبب لمفوما.

## وصلات خارجية
- كريستوفر كين على موقع IMDb (الإنجليزية)
- كريستوفر كين على موقع ميوزك برينز (الإنجليزية)
- كريستوفر كين على موقع ديسكوغز (الإنجليزية)